# Egidijus Juška
Egidijus Juška (Vilnius, 12 de março de 1975) é um ex-futebolista lituano. Passou por clubes da Lituânia, Estônia, Bielorrússia, Rússia e do Cazaquistão, nunca se firmando em nenhuma equipe. Seu último clube foi o FK Vėtra, onde ficou por dois anos.